# Otto Niedermoser
Otto Niedermoser, né à Vienne (alors en Autriche-Hongrie) le 5 mai 1903 et mort dans cette ville le 4 mars 1976, est un designer de production autrichien (scénographe, architecture cinématographique), architecte et professeur d'université.
À partir de 1924, Niedermoser travaille comme scénographe et costumier au Theater in der Josefstadt à Vienne, puis au St James's Theatre de Londres, au Deutsches Theatre à Berlin et aux institutions de Vienne Burgtheater, State Opera, Volksoper, Volkstheater et Kammerspiele.
Il enseigna aussi au Séminaire Max Reinhardt.

## Comme architecte

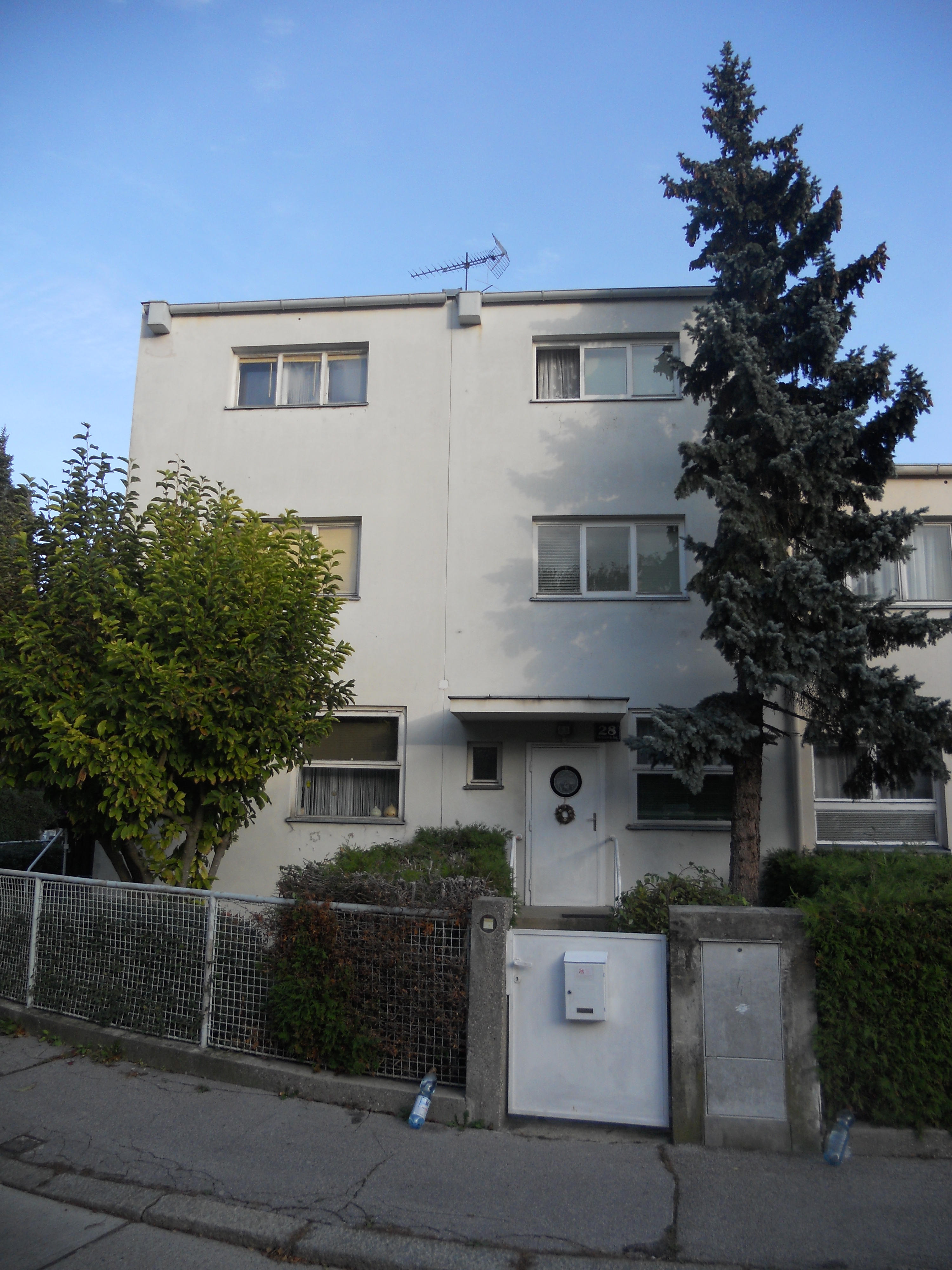
Maison dans le domaine de Vienne Werkbund, conçue par Otto Niedermoser avec Karl Augustinus Bieber.

## Filmographie
- 1936 : Silhouetten
- 1942 : Sommerliebe
- 1944 : Das Herz muß schweigen
- 1944 : Wie ein Dieb in der Nacht de Hans Thimig
- 1947 : Singende Engel
- 1948 : Der Engel mit der Posaune
- 1948 : Nach dem Sturm
- 1949 : Eroica
- 1949 : Der Seelenbräu
- 1950 : Cordula
- 1951 : Wien tanzt
- 1952 : Vienne, premier avril an 2000
- 1963 : Le Cardinal (uniquement bâtiments autrichiens)

## Prix et distinctions
- 1927 : prix de Rome
- 1949 : Prix d'architecture de la ville de Vienne
- 1963 : Croix d'honneur autrichienne des sciences et des arts, 1re classe